# Oudemeer
De Oudemeer (Fries en officieel: Aldmar of Aldmear) is een kanaal dat de Tzummervaart verbindt met de Franekervaart. Het kanaal ligt tussen Tzum en Winsum in de gemeente Waadhoeke.